# Janusz Walewski
Janusz Andrzej Walewski (ur. 5 listopada 1921 w Warszawie, zm. 2 czerwca 1980) – polski działacz partyjny i państwowy, podsekretarz stanu w Ministerstwie Przemysłu Chemicznego (1960–1966) i Ministerstwie Leśnictwa i Przemysłu Drzewnego (1971–1980).

## Życiorys
Syn Kazimierza i Zofii. Do 1939 uczył się w Państwowym Gimnazjum i Liceum im. Tadeusza Czackiego w Warszawie, potem na tajnych kompletach i w liceum chemicznym w Warszawie. Studiował kolejno w Państwowej Wyższej Szkole Technicznej w Warszawie (1943–1944), Politechnice Warszawskiej (1945), Uniwersytecie Łódzkim (1945) i Politechnice Łódzkiej (1945–1947), na tej ostatniej uczelni uzyskał tytuł magistra inżyniera chemika. W 1946 wstąpił do Naczelnej Organizacji Technicznej. Od 1946 do 1951 pracował w Zakładów Przemysłu Barwników „Boruta” w Zgierzu, awansując od praktykanta do szefa wydziału produkcji. Następnie kierownik oddziału technicznego w Centralnym Zarządzie Przemysłu Barwników i Półproduktów w Gliwicach (1951), ponownie w ZPB „Boruta” jako szef działu budowlano-projektowego (1951), wicedyrektor ds. naukowo-technicznych i p.o. dyrektora Instytucie Barwników i Półproduktów Organicznych w Warszawie (1951–1952) oraz dyrektor Zjednoczenia Przemysłu Organicznego „Erg” w Warszawie (1952–1960).
We wrześniu 1949 wstąpił do Polskiej Zjednoczonej Partii Robotniczej. Zajmował stanowiska podsekretarza stanu w Ministerstwie Przemysłu Chemicznego (wrzesień 1960 – styczeń 1966), zastępcy przewodniczącego Komisja Planowania przy Radzie Ministrów (styczeń 1966 – luty 1971) oraz podsekretarza stanu w Ministerstwie Leśnictwa (luty 1971 – czerwiec 1980; odpowiadał w nim za przemysł papierniczy). Zmarł w trakcie pełnienia ostatniej funkcji
Został pochowany na Cmentarzu Wojskowym na Powązkach.

## Odznaczenia
W 1969 odznaczony Krzyżem Komandorskim Orderu Odrodzenia Polski.
W 1949 odznaczony Srebrnym Krzyżem Zasługi na wniosek Ministra Przemysłu Ciężkiego za zasługi w pracy zawodowej.